# کاروبی
کاروبی (به پرتغالی: Caroebe) یک منطقهٔ مسکونی در برزیل است که در رورایما واقع شده‌است. کاروبی ۱۲٫۰۶۶ کیلومتر مربع مساحت و ۱۰٬۳۸۳ نفر جمعیت دارد و ۱۳۵ متر بالاتر از سطح دریا واقع شده‌است.